# Martín Tárrega
Martín Tárrega Pérez (Burgos, 11 de noviembre de 1908-Burgos, 1986) fue un arquitecto español del siglo XX nacido en la ciudad castellana de Burgos.

## Biografía

### Raíces familiares
Martín Tárrega Pérez, hijo primogénito del matrimonio formado por Miguel Tárrega Peralta y Mª Paz Pérez, nació en Burgos el 11 de noviembre de 1908. Su padre, un inquieto escultor natural de Valencia y formado en la Barcelona novecentista, se había trasladado a Burgos atraído por las perspectivas profesionales que aquí se le brindaban. En buenas relaciones con el maestro burgalés Saturnino López, abre un próspero taller del que van a salir piezas que son signo del próspero desarrollo alcanzado. Entre ellas, la portada del Salón de Recreo, proyecto de Saturnino Martínez Ruiz, y parte de los relieves del Palacio Arzobispal cuya ejecución le confió Julián Apraiz.

### Años de juventud
Aun inmerso en el ambiente artístico propio de tal ámbito familiar, el joven Tárrega se inclinó por la matemáticas. En esa dirección orienta los estudios universitarios que emprenderá en Barcelona donde seguía residiendo parte de su familia paterna. Pero, finalmente, opta por matricularse en la Escuela Superior de Arquitectura y emprende una carrera que le va a permitir acceder a aquella esfera profesional donde se estaban produciendo apasionadas controversias en torno a la compresión de la modernidad.
No obstante, la guerra abrió un obligado paréntesis en su formación. Se integra a las filas de forma voluntaria. El valor demostrado en las diferentes acciones le valió el grado de Teniente Provisional de Infantería, la medalla de la Campaña, Cruz Roja del Mérito Militar y la propuesta para la Cruz de Guerra.

### Consolidación profesional
Al término de la contienda se reintegra a los estudios y obtiene la correspondiente titulación en 1940. Regresa a su ciudad natal dispuesto a formar parte activa de las renovadas propuestas de expansión. Cuenta a su favor con la oportuna convocatoria por parte del Ayuntamiento del concurso para proveer una segunda plaza de Arquitecto Municipal. Con el aval de los méritos obtenidos, consigue sin discusión tan preciado puesto. Poco después contrae matrimonio con Mª Dolores Pérez Asenjo; de dicha unión nacerán ocho hijos varones. 
Infatigable trabajador en unos años de intensa remodelación de la vieja ciudad, compartió estudios con otro de los arquitectos que sobresalieron en este segundo tercio de siglo, Valentín Junco. Su sólida formación humanista y el dominio del francés y del alemán, le permitieron mantener un actitud abierta hacia cuanto estaba sucediendo más allá de los Pirineos. De ahí su interesante biblioteca y los diversos viajes que efectuó a Italia, Francia, Bélgica, etc.

### Últimos años y muerte
A los 70 años, cumpliéndose la edad reglamentaria, se jubila de las responsabilidades como Arquitecto Municipal aunque sigue comprometido con las inquietudes ciudadanas; de ahí su apoyo a diversas iniciativas que, como la conservación del Teatro Principal, favorecen la convivencia y cultura de su ciudad natal.
Siete años más tarde, sin embargo, una afección cardíaca pone fin a una vida en íntima relación con el diseño de un nuevo Burgos. 

## Trayectoria

### Inicios
Comenzar en el ejercicio de la arquitectura tras la conclusión de la Guerra Civil, y además hacerlo en la capital desde donde se habían dirigido las operaciones de los insurrectos finalmente victoriosos, supuso para Martín Tárrega enfrentarse con una realidad especialmente compleja. Burgos se hallaba inmerso en una dinámica de renovación dirigida desde presupuestos elaborados en la época anterior al conflicto, y a pesar de la proposición de creación de un "Nuevo Orden" por parte de los nuevos mandatarios políticos; todo esto proporcionó los primeros trabajos profesionales del joven arquitecto.
Tárrega participa activamente en la elaboración de propuestas dirigidas al diseño de la "nueva ciudad". También será el responsable de distintas iniciativas encaminadas a obtener una óptima proyección del casco histórico en torno al eje del Arlanzón, tales como el proyecto del nuevo Puente de San Pablo o las obras en el Espolón. Junto a todo lo anterior se iniciaron proyectos para la creación de modernos edificios que darían una fisonomía particular a las áreas de expansión.

### Madurez
A partir de los años cincuenta, los proyectos llevados a cabo están dotados de un mayor número de soluciones de sobrio funcionalismo, que cuentan con gran aceptación y que hacen que Martín comience a triunfar. Uno de los proyectos que puso interés en el arquitecto fue el de la Clínica San Juan de Dios, que se desarrolla con una planta en forma de "pi", y que se sitúa en el Paseo de la Isla, por lo que consta con una posición privilegiada. La fama de Martín Tárrega continuará a lo largo de los años cincuenta y principios de los sesenta.
Ya avanzada la década de los sesenta, los profundos cambios que se estaban produciendo en el espectro socioeconómico a niveles nacionales alcanzan de forma acusada a Burgos. Su desarrollo recibirá un impulso decisivo con el establecimiento del nuevo Polo de Desarrollo y la anexión de Gamonal. Durante este proceso, las actuaciones de Tárrega revelan su compromiso tratando de hallar soluciones satisfactorias ante las nuevas y urgentes demandas.
En los años setenta, debido a su cargo como responsable municipal, intervendrá en la elaboración del Plan para Gamonal y Capiscol. A finales de la década estará vinculado con el Plan Parcial de Ordenamiento de San Pedro de la Fuente, con el cual regirá la nueva Barriada de Juan XXIII.

### Últimos años
Durante este tiempo Martín Tárrega será el responsable de la nueva Plaza de Toros o la sustitución del Mercado del Norte por edificios modernos. Durante los últimos años se dedicará más a crear edilicios en zonas más urbana, como por ejemplo el edificio Feygon. Este último proyecto formó parte de la composición creada como parte de la pieza central de urbanización para la futura Plaza de Burgos. Debido a su temprano fallecimiento será su hijo, Jesús Tárrega, el encargado de proseguir con el proyecto.

## Obra arquitectónica

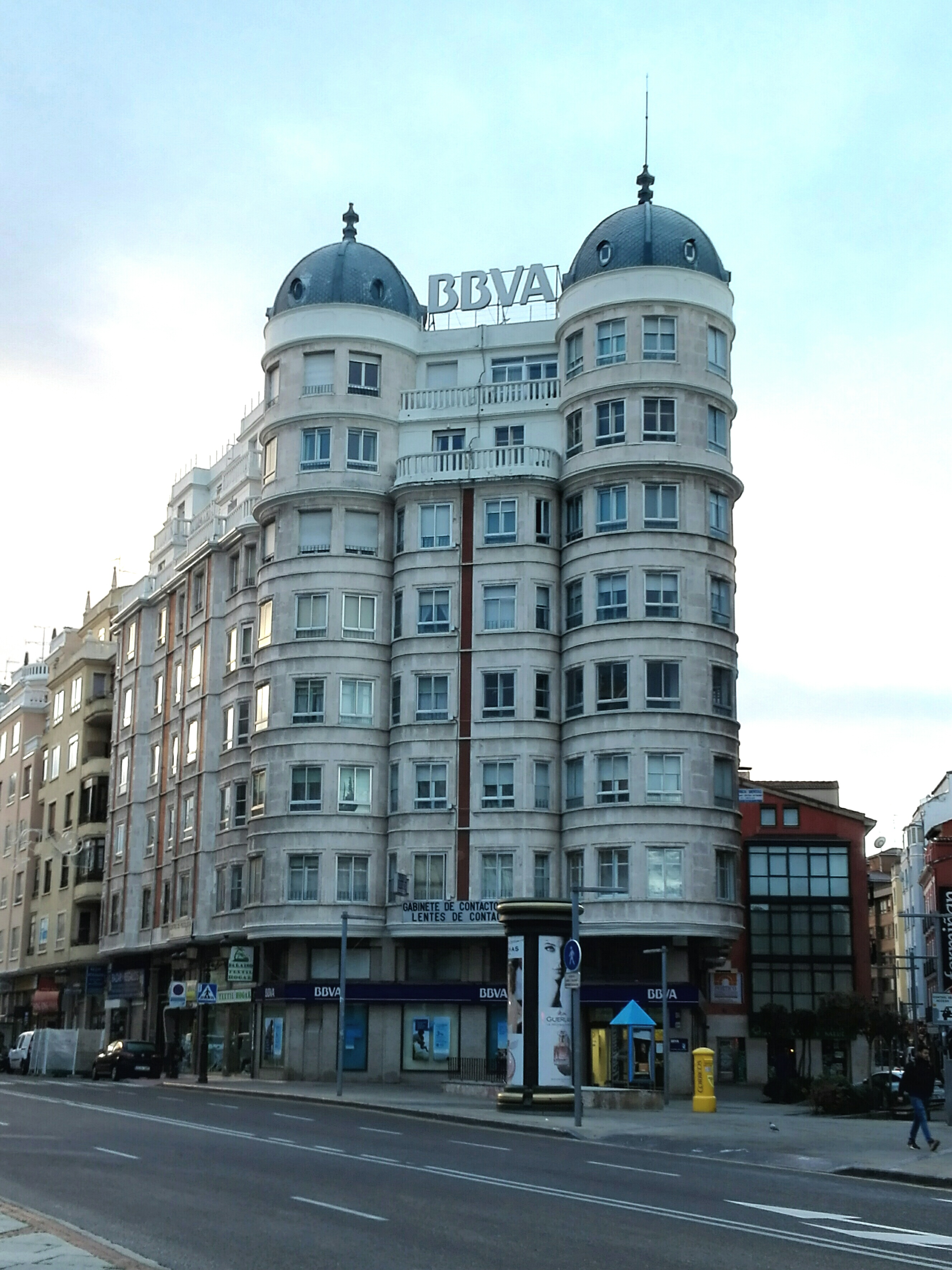
Edificio n.º 2 de la calle Madrid, Burgos (2017).

### Trabajo representativos
- Edificio n.º 2. Calle Madrid - esquina Plaza Vega, Burgos, 1947.
- Clínica San Juan de Dios. Paseo de la Isla, Burgos, 1951.
- Estadio Municipal de El Plantío, Burgos, 1964.
- Mercado del Norte, Burgos, 1966.
- Manzana sobre la antigua Alhóndiga.
- Edificio Feygon. Esquina Norte Plaza España, Burgos, 1960.

### Otros
Viviendas de tipo social en:
- Barriadas de San Cristóbal, en Villímar.
- Barriadas de la Inmaculada y de Juan XXIII, en Gamonal.